# Едуар Манжо

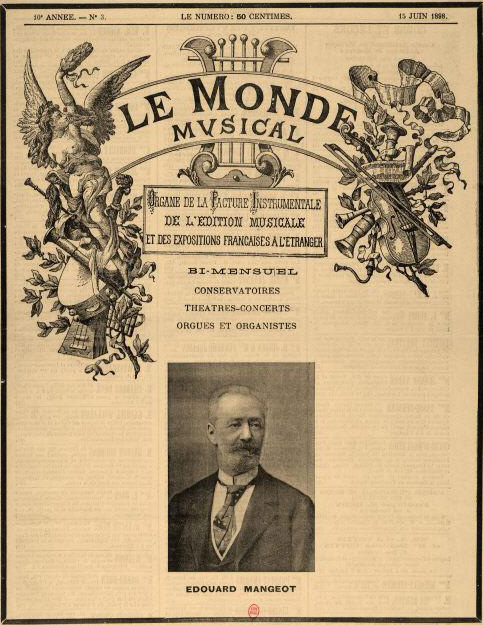
Титульна сторінка «Le Monde musical» від 15 червня 1898 року з портретом Едуара Манжо

Едуар Манжо (фр. Edouard Mangeot; 21 квітня 1835 — 31 вересня 1898) — французький конструктор музичних інструментів, фабрикант, видавець та винахідник.

## Біографія
Народився 21 квітня 1835 року в місті Нансі (Франція). У 1859 успадкував від свого батька П'єра Гіацинта Манжо (1808–1862) невелику фабрику з виробництва фортепіано в Нансі й почав виводити її на більш передові позиції. У 1862 році з успіхом представив свої інструменти на Всесвітній виставці в Лондоні. Протягом 1860–70-х років виготовляв близько 400 фортепіано на рік, на виробництві працювало біля 60 співробітників. Після поїздки у 1866 році до США для вивчення американського досвіду Едуар Манжо став пропагувати більш радикальні технології: випускав перші у Франції інструменти зі стальною рамою, ратував за повніший і потужніший звук. Серед експериментів Манжо було також фортепіано з подвійною клавіатурою (Piano-Mangeot). Його успішно демонстрував на концертах польський піаніст-віртуоз Юліуш Зарембський. У 1878 році на черговій Всесвітній виставці в Парижі інструменти Манжо були удостоєні однієї із золотих медалей і наступного року він перевів виробництво в Париж, однак незабаром після цього воно пішло на спад через консервативність французького споживача, а в 1890-ті рр. остаточно припинилось. У 1889 році Манжо разом зі своїм зятем, музичним критиком Артюром Дандло, заснував газету «Le Monde musical», в якій, зокрема, пропагував свої погляди на розвиток фортепіанної технології.
Онук Е. Манжо, син його дочки Мадлен і Артюра Дандло, — композитор Жорж Дандло. А син Едуара Манжо — музичний критик Огюст Манжо.
Помер Едуар Манжо 31 травня 1898 року в Парижі. 

## Джерело
- Едуар Манжо — Видатні люди України та світу, біографії цікавих особистостей [Архівовано 14 грудня 2018 у Wayback Machine.]